# Fosse Saint-Édouard
La fosse Saint-Édouard ou d'Azincourt de la Compagnie des mines d'Azincourt est un ancien charbonnage du Bassin minier du Nord-Pas-de-Calais, situé à Aniche. Les travaux sont commencés en 1838 par la Compagnie d'Azincourt, et la fosse commence à produire en 1839. Deux ans plus tard, la Compagnie fusionne avec trois autres sociétés pour former la Compagnie des mines d'Azincourt. La fosse devient la plus importante de la compagnie, et elle est très productive. Mais en 1882, une veine est déhouillée jusqu'à la maçonnerie du puits, et celui-ci s'est éboulé vers la profondeur de 560 mètres. Il a été remblayé avec des terres de fosse, et la fosse Sainte-Marie a été définitivement abandonnée. Dès lors, la seule fosse de la compagnie est la fosse Saint-Roch à Monchecourt.
Au début du XXIe siècle, Charbonnages de France matérialise la tête du puits Saint-Édouard, celui-ci étant situé à l'arrière d'une habitation, et à une vingtaine de mètres du lycée professionnel qui porte le nom de Pierre-Joseph Laurent.

## La fosse

### Fonçage
La fosse Saint-Édouard, aussi nommée fosse d'Azincourt, est foncée à partir de 1838 sur le territoire d'Aniche. Le diamètre du puits est de 2,60 mètres, le cuvelage est en briques.

### Exploitation
La fosse Saint-Édouard est la plus ancienne fosse exploitée de la concession. elle date de 1839, date à laquelle elle a commencé à produire, et n'est située qu'à 150 mètres de la limite nord, commune avec la concession d'Aniche. Elle a été ouverte à 130 mètres au sud-est d'un sondage exécuté en 1838, et qui avait trouvé le terrain houiller à la profondeur de 125 mètres. Elle a rencontré ce terrain houiller à la profondeur de 133 mètres. Ses premiers niveaux d'exploitation, jusqu'à la profondeur de 360 mètres, ont donné des résultats assez satisfaisants. La fosse Sainte-Marie est entreprise à 290 mètres au sud-sud-est en 1841.
On y a exécuté, avec succès, des travaux importants, notamment dans les veines Quévy, nos 3, 4, 5 et 6. Ceux des veines Capricieuse et Quévy ont pénétré légèrement dans la concession d'Aniche, ce qui a donné lieu à un procès entre les deux compagnies. Au-dessous du niveau de 360 mètres, les terrains sont devenus plus irréguliers. La situation, déjà mauvaise au niveau de 405 mètres, s'est encore aggravée à celui de 458 mètres. En 1864, elle avait tellement empiré que la fosse a été mise au chômage. Treize ans après, vers la fin de 1877, on a repris son approfondissement, dans l'espoir de trouver des terrains réguliers, à une profondeur plus grande, comme cela s'était produit dans la concession de Liévin. Mais on s'est enfoncé jusqu'au niveau de 584 mètres, sans sortir des brouillages. À la profondeur de 517 mètres, le puits rencontre une veine en deux sillons, de 70 centimètres d'épaisseur, à laquelle on a donné le nom de Marie. puis on a recoupé successivement d'autres veines : Emmanuel à 526 mètres, Sevaistre ou Alfred à 529 mètres, Savary ou Charles à 564 mètres, et Maille à 584 mètres. Le puits a été arrêté à cette profondeur. Dès lors, un grand espoir a été placé dans l'avenir de cette fosse, parce qu'il était prévu que les terrains se régularisent à distance, mais cet espoir a été déçu, et les travaux d'exploitation exécuté jusqu'en 1882 n'ont fait que montrer l'inexploitabilité du gisement. Les bowettes creusées à l'étage de 517 mètres et aux étages inférieurs, dirigées perpendiculairement à la stratification des terrains, affectent les contours les plus étranges, se repliant sur elles-mêmes, et formant parfois des circuits presque complets. La composition des veines a été trouvée essentiellement variable. Elles se perdent ou se renflent démesurément, mais nulle part, sauf dans une région peu étendue de la veine Savary, il n'a été possible d'entreprendre de véritables travaux d'exploitation.

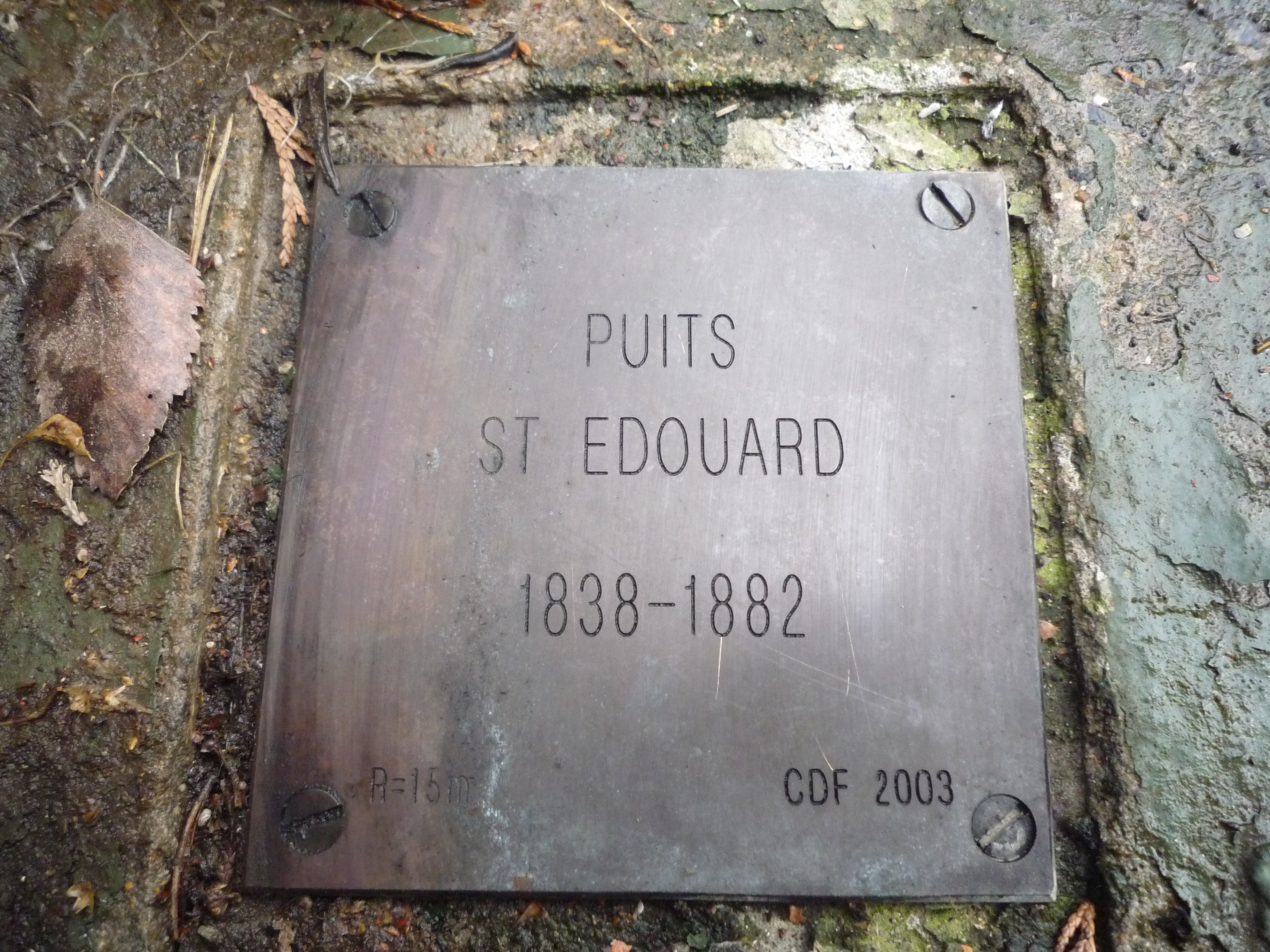
« Puits Saint-Édouard, 1838-1882 ».

La veine Savary a été déhouillée jusqu'à la maçonnerie du puits, sans qu'on y réserve un massif de garantie, et le puits s'est éboulé, en 1882,, vers la profondeur de 560 mètres. Après cet accident, il a été comblé avec des terres de fosse, mais il n'a pas été serrementé. La fosse a compté dix étages de recette aux profondeurs de 165, 200, 240, 318, 360, 405, 458, 517, 564 et 574 mètres.
La fosse Saint Édouard fermée, la région de Saint Édouard est considérée comme définitivement abandonnée. Elle a donné lieu à une exploitation assez avantageuse aux accrochages les moins profonds, mais, plus bas, les terrains se sont brouillés et sont devenus absolument improductifs. Les recherches entreprises dans le but de trouver des régions régulières ont été infructueuses, même à une grande profondeur, et le prudence commande de ne pas les continuer. Toutefois, la veine Louise ou Auguste n'a pas été exploité au-dessous des niveaux de 176 mètres de Sainte Marie, et de 250 mètres de Saint Auguste. Cela tient au fait que cette veine n'aurait pu être atteinte au sud de ces deux fosses, à des étages inférieurs, que par des bowettes de grande longueur, dont le creusement aurait coûté fort cher. Au point de vue du prix de revient, il a été intéressant de ne pas entreprendre ces bowettes, dont le creusement aurait coûté fort cher, mais une certaine quantité de charbon, qu'il ne sera plus possible d'atteindre, n'a pas été extraite.
Dès lors, à partir de 1882, la Compagnie des mines d'Azincourt n'exploite plus qu'une fosse : Saint-Roch, puisque la fosse Sainte-Marie a également été abandonnée. Une fosse no 2 est ouverte à Erchin, mais elle n'assure que l'aérage et la remonte des terres. C'est en 1908 que la compagnie creuse sa dernière fosse, no 3, qui exploite seule à partir de 1911, ses installations sont contigües à celles de la fosse Saint-Roch ou no 1.

### Reconversion

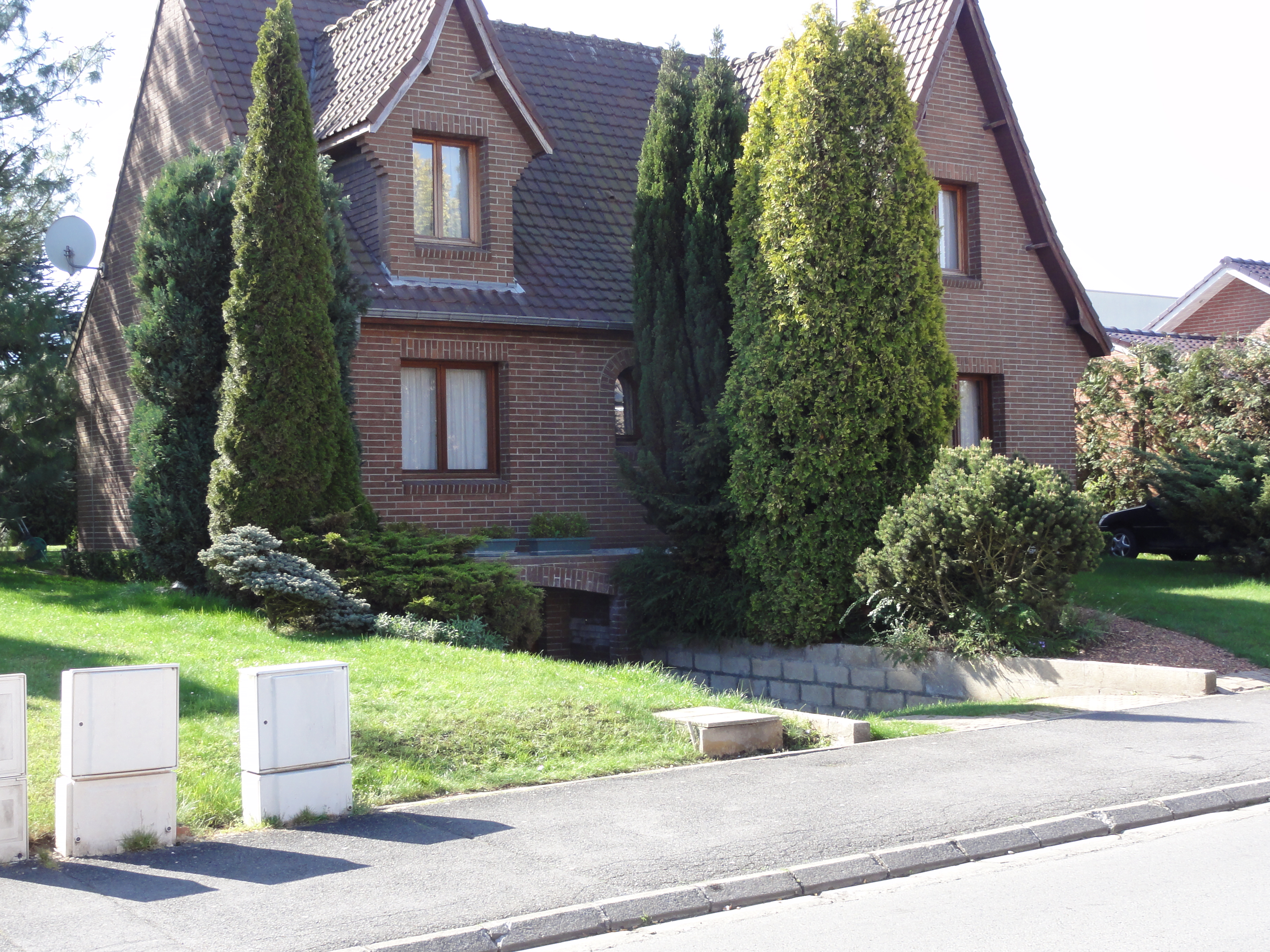
Le puits est situé à l'arrière de cette maison.

Au début du XXIe siècle, Charbonnages de France matérialise la tête du puits Saint-Édouard. Le BRGM y effectue des inspections chaque année. Le puits est situé à l'arrière d'une habitation, et à une vingtaine de mètres du lycée professionnel portant le nom de Pierre-Joseph Laurent.